# Hayate Sugii
Hayate Sugii (杉井 颯 Sugii Hayate?), född 17 maj 2000 i Chiba prefektur, är en japansk fotbollsspelare.
Sugii började sin karriär 2019 i Kashiwa Reysol. 2020 flyttade han till Zweigen Kanazawa.